# Pont Kassuende
El pont Kassuende és un pont a Moçambic que travessa el riu Zambezi. Es troba a uns 6 quilometres (3.7 mi) aigües avall del pont Samora Machel. Les persones que viatgen entre Malawi i Zimbàbue no els cal passat per Tete i això ajuda a reduir el trànsit pel pont. La construcció va començar en 2011 i es va acabar a l'octubre de 2014. Va ser inaugurat el 12 de novembre de 2014. És el quart pont de Moçambic sobre el riu Zambezi, així com pont Dona Ana, el pont Samora Machel i el pont Armando Emilio Guebuza.

## Història
Gràcies al creixement econòmic de Moçambic, principalment a causa de la inversió estrangera en el sector de recursos naturals, el trànsit sobre l'únic encreuament del riu a la província de Tete, el pont Samora Machel, creixia cada vegada més. Aquest pont fou construït en 1973 especialment com un enllaç als països veïns (Malawi i Zimbàbue), però ja no era suficient. Per això en 2010 el govern de Moçambic va publicar una licitació per a la construcció d'un nou pont prop de la ciutat de Tete.
La licitació, que també incloïa el manteniment de certes carreteres durant 30 anys, la va obtenir el consorci Estradas de Zambeze, integrat per les empreses Ascendi, Soares da Costa i Infra Engineering. Alhora aquest consorci va formar un nou consorci amb les empreses portugueses Mota-Engil, Soares da Costa i Opway per la construcció del pont i de les carreterse dels voltants. Els treballs es van iniciar l'1 d'abril de 2011.
Les obres foren acabades l'octubre de 2014. El president de la República de Moçambic, Armando Guebuza, inaugurà el pont el dia 12 de novembre de 2014 i anuncià al mateix temps que aquest rebria el nom de “Ponte Kassuende”. Kassuende, al districte de Marávia, província de Tete, fou coneguda com a base militar del Frelimo durant la guerra d'independència de Moçambic. Amb la inauguració del pont els camions ja no poden usar el pont Samora Machel.

## Galeria

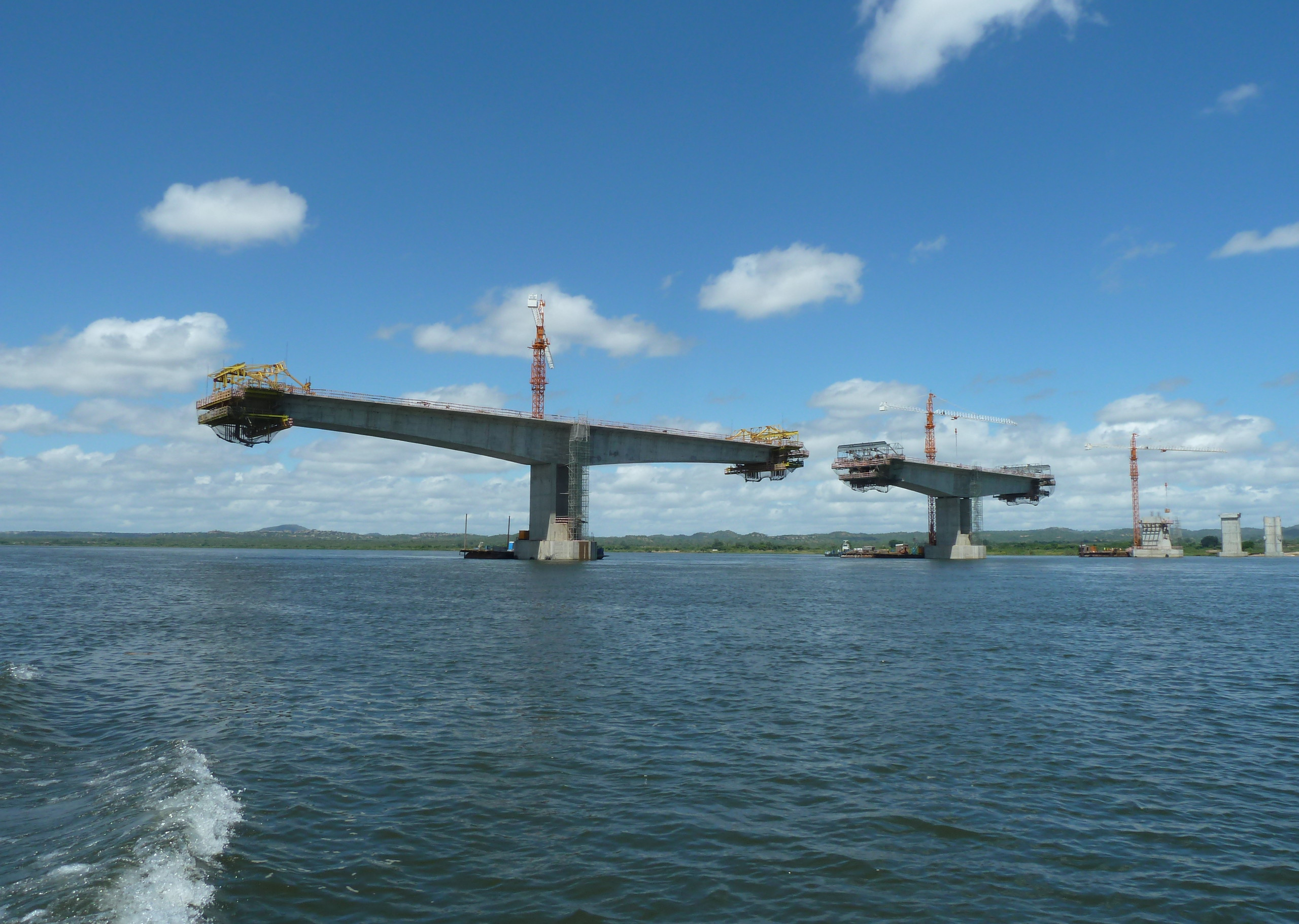